# Dyschoriste hondurensis
Dyschoriste hondurensis är en akantusväxtart som beskrevs av Emery Clarence Leonard. Dyschoriste hondurensis ingår i släktet Dyschoriste och familjen akantusväxter. Inga underarter finns listade i Catalogue of Life.